# Марія Нідерландська
Марія Нідерландська (нід. Marie der Nederlanden), повне ім'я Вільгельміна Фредеріка Анна Єлизавета Марія (нід. Wilhelmina Frederika Anna Elisabeth Maria, Prinses der Nederlanden, Prinses van Oranje-Nassau, 5 липня 1841 — 22 червня 1910) — нідерландська принцеса з династії Оранж-Нассау, донька принца Нідерландів Фредеріка Оранського та пруської принцеси Луїзи, дружина п'ятого князя Відського Вільгельма.

## Біографія
Марія народилась 5 липня 1841 року в маєтку Дім Павича у Вассенаарі. Вона була четвертою дитиною та другою донькою в родині нідерландського принца Фредеріка та його дружини Луїзи Прусської. Дівчинка мала старшу сестру Луїзу та брата Фредеріка, який помер, коли їй не виповнилося й п'яти років.

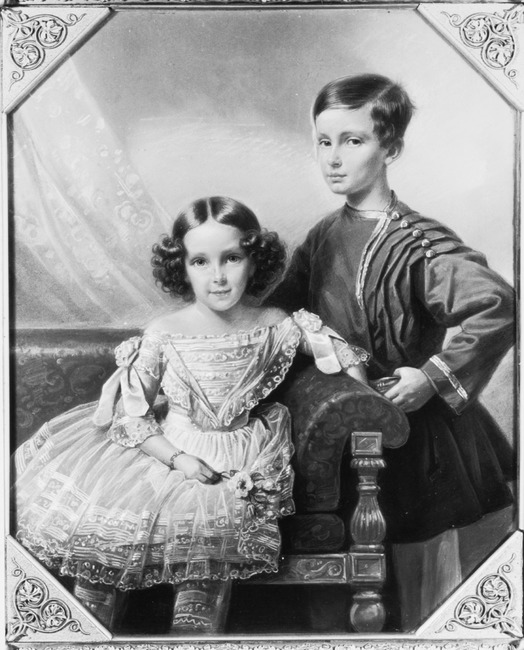
Марія із братом Фредеріком близько 1845 року

Діти мали відносно щасливе дитинство, хоча близькість до трону і накладала певні обов'язки. Жила родина поперемінно то у палаці на Korte Voorhout в Гаазі, то у Вассенаарі. В садибі у дітей був власний садочок, де вони могли випробовувати себе в садівництві.
З шести років вихованням Марії займалася гувернантка. Отримувала дівчинка і приватні уроки від інших вчителів. Музику їй викладав диригент дворової капели Йоганн Генріх Любек. Вивчала також французьку, англійську та німецьку мови.
Коли Марії було дев'ять, Луїза вийшла заміж за спадкоємця шведського престолу та від'їхала до Стокгольму. Молодша принцеса залишилась, фактично, єдиною дитиною в сім'ї. Часто супроводжувала батьків у їх подорожах до Швеції, Росії, Сілезії та Німеччиною. Описували її як спонтанну, просту дівчинку з теплим характером.
У 1861 Марія потрапила до списку наречених спадкоємця британського престолу Альберта, однак королева Вікторія відхилила її кандидатуру через репутацію некрасивої дівчини. Від пропозиції ж удового великого герцога Мекленбург-Шверіна Фрідріха Франца II у 1863 році принцеса відмовилась сама. Наступні кілька років вона супроводжувала матір на курортах Німеччини та Австрії, де збиралася європейська шляхта. Імовірно, там вона і зустріла майбутнього чоловіка. 1869 року її руки попросив князь Вільгельм цу Від, представник медіатизованого роду. Марія відповіла згодою, Генеральні Штати підтримали її вибір, чим зберегли її право на голландський престол. 8 грудня 1869 у Домі Павича відсвяткували заручини. Весілля мало відбутися наступного року, однак відклалося у зв'язку із початком франко-пруської війни, в якій князь цу Від брав участь на стороні Прусії. У грудні 1870 померла матір Марії, а за три місяці після неї пішла з життя її старша сестра Луїза, що спричинило подальші відстрочки. Нарешті, 18 липня 1871, в скромній обстановці з причин трауру, відбулось заключення шлюбного союзу. Цивільна церемонія пройшла у бальній залі Дому Павича, релігійна — у церкві Вассенаару.
Після весілля пара оселилася у замку Нойвіда, що слугував резиденцією князів Відських. У них народилося шестеро дітей. Літо родина проводила у замку Монрепо. Кожного року навідували батька Марії у Домі Павича, де для них спеціально добудували ще одне крило.
У 1881 році Фредерік Оранський помер. По смерті батька, Марія та її небога Луїза отримали значний спадок. Німецька власність, у тому числі, палац на Унтер-ден-Лінден та замок Мускау із ландшафтним парком, згодом була продана. Голландські маєтки у Васенаарі та Ворсхотені княгиня зберегла за собою. Також у її власності залишились Дім Павича, павільйон в Схевенінґені та палац в Гаазі.
За наказом Марії, нерухомість була переоблаштована під тривале перебування всієї родини в Нідерландах. Будучи свідомою у питаннях свого королівського походження та династичних прав, вона старанно підтримувала зв'язок з батьківщиною. Голландці визнавали її частиною правлячої династії Оранж-Нассау. Серед населення вона користувалася великою симпатією. Описували її як сердечну жінку, що водночас випромінювала простоту і шляхетну гідність.
Княгиня доводилась близькою родичкою королеві Вільгельміні і була присутньою на її інавгурації у вересні 1898 році. У листопаді того ж року її старший син побрався із кузиною Вільгельміни, Пауліною Вюртемберзькою.
За два роки Марія позбулася палацу в Гаазі, а 1903 — продала маєтки королеві, що полюбляла їх за яскраву зелень.
У жовтні 1907 року пішов з життя Вільгельм цу Від. Княгиня із доньками після цього усамітнилася на віллі Waldheim поблизу замку Монрепо.
Марія пережила чоловіка менш, ніж на три роки. Вона раптово померла 22 червня 1910 року. Поховали княгиню за тиждень на лісовому цвинтарі родини цу Від, поблизу замку Монрепо.

## Родина

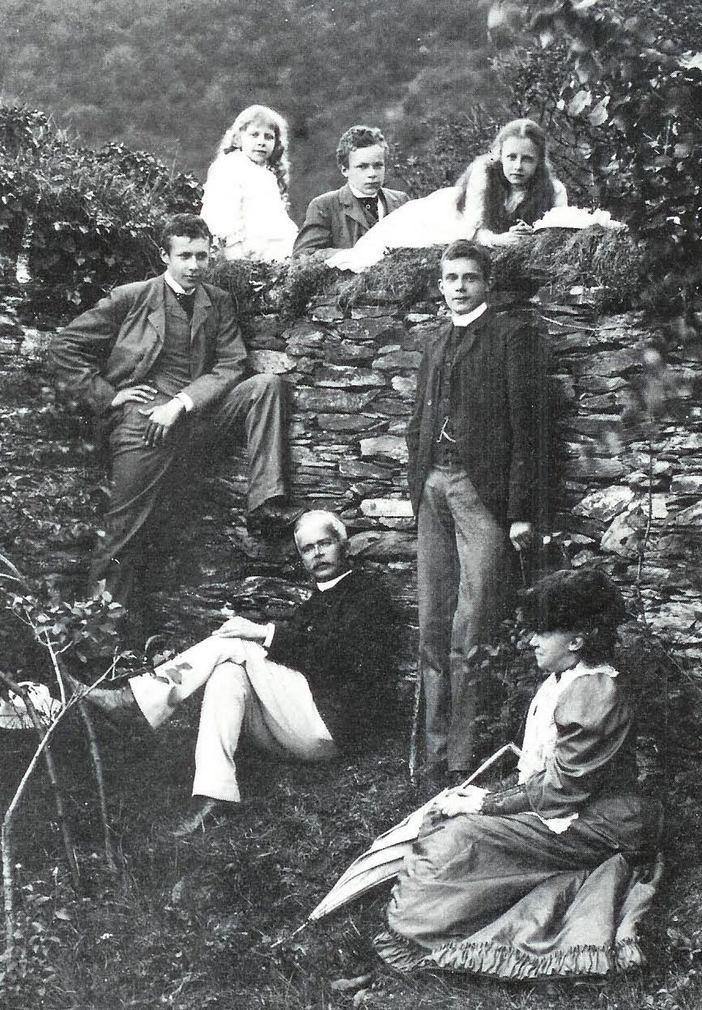
Марія у колі родини, 1890

Чоловік — Вільгельм, князь Відський
Діти:
- Фрідріх (1872—1945) — князь Відський, був одружений з Пауліною Вюртемберзькою, мав двох синів;
- Александр (1874—1877) — помер в дитячому віці;
- Вільгельм (1876—1945) — князь Албанії у 1914 році, був одружений із принцесою Софією Шонбург-Вальденбурзькою, мав сина та доньку;
- Віктор (1877—1946) — посол Третього Рейху у Швеції у 1933—1943 роках, був одружений з графинею Ґізелою Солм-Вілденфельскою, мав двох доньок;
- Луїза (1880—1965) — померла неодруженою, дітей не мала;
- Єлизавета (1883—1938) — померла неодруженою, дітей не мала.